# Candyman (Christina Aguilera)
Candyman è una canzone di Christina Aguilera. È il terzo singolo estratto dall'album Back to Basics, pubblicato il 20 febbraio 2007 negli Stati Uniti e il 7 aprile dello stesso anno nel resto del mondo.

## Descrizione
Il brano è molto fedele allo standard di tutto l'album e riprende lo stile delle girl band degli anni venti, trenta e quaranta. Il brano parla della stessa Aguilera che, incontrandosi con un uomo molto attraente, si lascia trascinare dalla serata noncurante del fatto che l'indomani tutti i giornali non parleranno d'altro. Inoltre, all'inizio del brano, si trova un breve campionamento della canzone Tarzan and Jane Swingin' on a Vine interpretata dai Marines (1998).
La canzone è stata scelta dalla Lega Calcio e dalla TIM come colonna sonora per il campionato di Serie A e Serie B 2007/2008.
Il brano è entrato in airplay radiofonico tra l'inverno e la primavera del 2007, ma è stato pubblicato in CD solo il 14 luglio dello stesso anno, nello stesso periodo in cui la canzone funge da colonna sonora di uno spot televisivo.

## Video musicale
Il video musicale, diretto da Matthew Rolston, ha come protagonista assoluta la cantante, che balla e si esibisce con numerose "copie" di se stessa in una caserma sotto gli occhi di numerosi militari, che trovano spazio anche all'interno del singolo cantando delle breve frasi all'inizio, alla fine e durante tutta la canzone. Le tre "copie" principali sono una bionda, una mora e una rossa, che Christina ha voluto interpretare come tributo alle Andrews Sisters (Boogie Woogie Bugle Boy).

## Tracce
1. Candyman (Album Version) – 3:14
2. Hurt (Snowflake Radio Remix) – 4:05

## Versioni ufficiali
- Album version – 3:14
- Squeaky Clean Radio Edit – 3:14
- Offer Nissim Remix – 8:34
- Red One Remix – 3:19
- Red One UltiMix – 4:20

## Classifiche
| Classifica (2007) | Posizione più alta |
| ----------------- | ------------------ |
| Australia         | 2                  |
| Austria           | 14                 |
| Belgio (Fiandre)  | 11                 |
| Belgio (Vallonia) | 13                 |
| Canada            | 9                  |
| Europa            | 15                 |
| Germania          | 11                 |
| Ungheria          | 3                  |
| Irlanda           | 12                 |

| Classifica (2007) | Posizione più alta |
| ----------------- | ------------------ |
| Italia            | 4                  |
| Nuova Zelanda     | 2                  |
| Paesi Bassi       | 13                 |
| Regno Unito       | 17                 |
| Russia            | 1                  |
| Stati Uniti       | 25                 |
| Stati Uniti (Pop) | 23                 |
| Svezia            | 24                 |
| Svizzera          | 11                 |

### Classifiche di fine anno
| Classifica (2007) | Posizione più alta |
| ----------------- | ------------------ |
| Australia         | 8                  |
| Austria           | 73                 |
| Germania          | 92                 |
| Nuova Zelanda     | 15                 |
| Paesi Bassi       | 78                 |
| Regno Unito       | 74                 |
| Svizzera          | 46                 |